# Convoglio bloccato
Un convoglio bloccato o a composizione bloccata è un treno con una particolare configurazione non modificabile in situazioni normali; mentre con una composizione non bloccata è possibile staccare ed attaccare carrozze o cambiare il locomotore con poche operazioni e in tempi relativamente brevi in adeguata stazione, un treno a composizione bloccata può richiedere il ricovero in un'officina attrezzata, dove il cambio di configurazione può arrivare ad interventi di grossa portata, della durata di diverse ore o giorni (a seconda della tipologia del materiale rotabile e della consistenza della variazione).

## Descrizione
I convogli a composizione bloccata possono essere sia per trasporto passeggeri, che merci (con locomotive aggiuntive intermedie o in coda a doppia trazione simmetrica, oppure carri articolati con carrelli condivisi). Un treno a composizione bloccata viene segnalato, in RFI, con una tabella apposta alle estremità a destra, a spicchi arancioni e neri. 

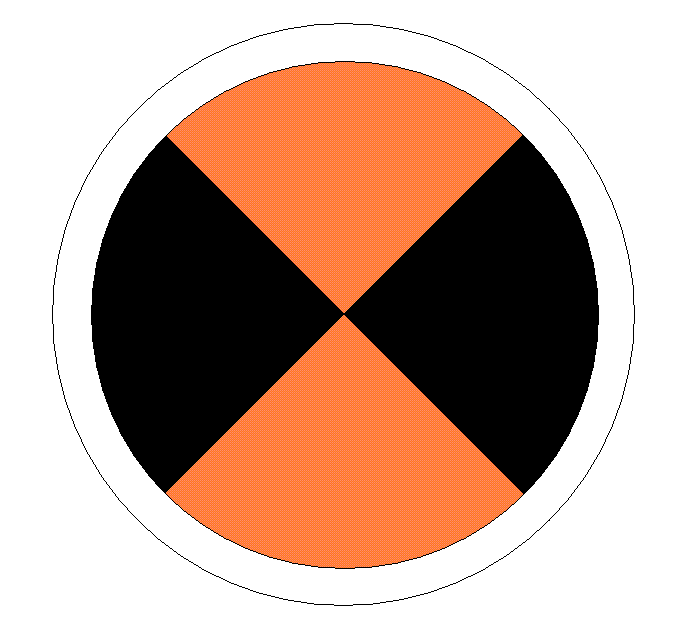
Tabella di composizione bloccata italiana RFI

I convogli a trazione distribuita (come l'elettrotreno), sono generalmente a composizione bloccata per antonomasia, e la variazione della composizione può essere impegnativa/possibile o meno a seconda di quanto gli elementi di alimentazione, trazione e servizi sono distribuiti singolarmente lungo il convoglio tra casse quindi interdipendenti, oppure accorpati (in casse parzialmente o totalmente autonome, comandate insieme dalla vettura in testa).
Un convoglio a composizione bloccata può avere casse intermedie dotate tutte o in parte di trazione, oppure costituite da carrozze/carri normali, ma parti di un convoglio reversibile ("Locomotiva + n. carrozze + carrozza semipilota", oppure "Locomotiva + n. carrozze + Locomotiva" a trazione simmetrica), che viene disassemblato solo in occasione di manutenzione o variazione del numero delle carrozze trainate/spinte/trainate e spinte.
Appartiene e sostanzialmente rappresenta questa categoria in modo ineluttabile il convoglio articolato, composto da rotabili speciali tutti o in parte accoppiati con carrelli Jakobs (comuni a due unità contigue, i quali possono essere solo portanti o anche motore), oppure con sistema Talgo; questi tipo di convogli necessitano obbligatoriamente il ricovero in officina e attrezzature particolari per essere scomposti.

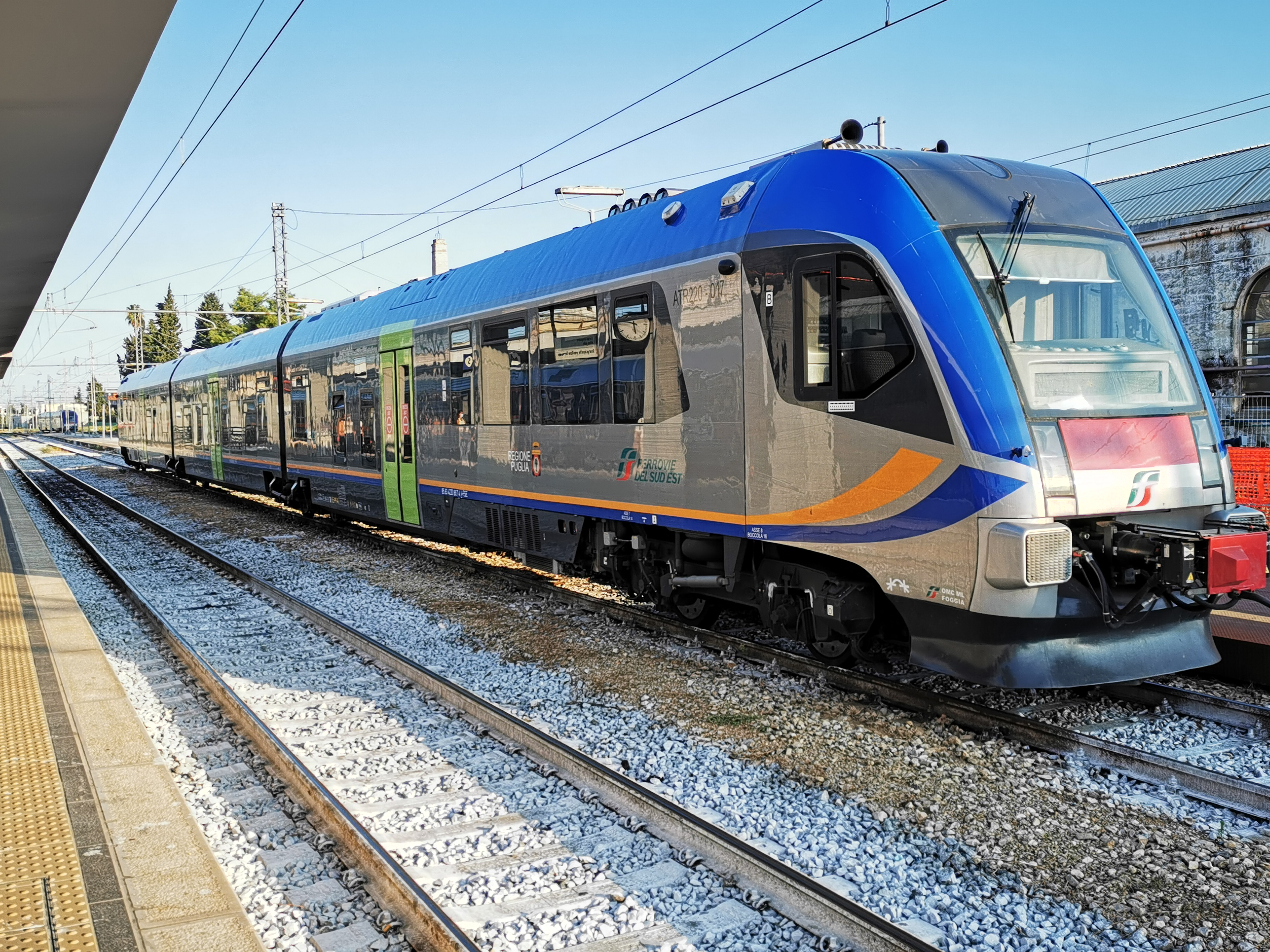
Autotreno/Diesel Multiple Unit (DMU) ATR 220, treno a composizione bloccata con alimentazione Diesel

I treni a composizione bloccata sono solitamente quelli pensati per linee e servizi specifici, come relazioni alta velocità, treni suburbani e metropolitani. Un esempio è l'ETR.500, che viene usato in diverse configurazioni, tutte modificabili unicamente tramite intervento in deposito locomotive.
Caratteristica generalmente tipica di un convoglio a composizione bloccata è quella di non necessitare di manovre per l'inversione del senso di marcia (convoglio reversibile), permettendo quindi un notevole guadagno in termini di tempo nelle stazioni di termine corsa (ed evitando la caduta di potenzialità degli impianti di stazione di testa), dato che elimina la necessità delle manovre tradizionali di inversione.